# Ogólnopolskie Pogotowie dla Ofiar Przemocy w Rodzinie „Niebieska Linia” przy PARPA
Ogólnopolskie Pogotowie dla Ofiar Przemocy w Rodzinie „Niebieska Linia” – stowarzyszenie działające na zlecenie Państwowej Agencji Rozwiązywania Problemów Alkoholowych (PARPA) a obecnie prowadzone jest przez Stowarzyszenie na Rzecz Przeciwdziałania Przemocy w Rodzinie „Niebieska Linia”.
Działania Pogotowia:
- ogólnopolski telefon dla ofiar przemocy w rodzinie „Niebieska Linia"
- dyżury prawne
- interwencje w instytucjach, w tym interwencje dotyczące osób uprzednio skazanych prawomocnym wyrokiem za znęcanie się nad rodziną i pokrewne przestępstwa, które nadal stosują przemoc wobec domowników (na mocy porozumienia ministra sprawiedliwości, Komendanta Głównego Policji oraz Państwowej Agencji Rozwiązywania Problemów Alkoholowych (PARPA)  z dnia 29 listopada 2010 r.). Interwencje polegają na poinformowaniu lokalnych służb o sytuacji z prośbą o podjęcie działań.
- bazy danych o zjawisku przemocy w rodzinie w Polsce oraz o placówkach, instytucjach i możliwościach uzyskania pomocy na terenie całego kraju,
- program stażowy dla studentów i absolwentów kierunków społecznych,
- Ogólnopolskie Porozumienie Osób, Instytucji i Organizacji Pomagających Ofiarom Przemocy w Rodzinie „Niebieska Linia”.
- seminaria dla członków Porozumienia „Niebieska Linia"

## Historia
Ogólnopolskie Pogotowie dla Ofiar Przemocy w Rodzinie „Niebieska Linia” powstało w 1995 roku z inicjatywy Państwowej Agencji Rozwiązywania Problemów Alkoholowych (PARPA).  Pierwotnie Pogotowie istniało w strukturze Agencji, a potem zostało przekształcone w jedno z zadań zlecanych przez PARPA organizacjom pozarządowym, wyłanianym na zasadzie konkursu.
Początkowo Pogotowie skupiło się na rozpoznaniu skali zjawiska w Polsce, poznawaniu obowiązujących przepisów i zasad działania służb oraz tworzeniu bazy danych o miejscach, gdzie osoba krzywdzona może uzyskać pomoc. 3 lipca 1995 roku zaczął działać, z inicjatywy i ze środków PARPA, pierwszy w Polsce, telefon dla ofiar i świadków przemocy w rodzinie. Działał on na zasadzie tzw.: „infolinii” i był bezpłatny dla odbiorców. Tym samym stworzono swoiste centrum, gdzie można było uzyskać wsparcie, informacje oraz pomoc w dotarciu do odpowiednich osób i placówek w okolicy zamieszkania. Pierwszym koordynatorem Pogotowia „Niebieska Linia” była Katarzyna Kądziela, a od 1 września 1995 r. kierownikiem Pogotowia była Wanda Paszkiewicz.
W tym czasie dopracowywane zostały zasady pomocy świadczonej przez telefon w zakresie pomocy psychologicznej i prawnej, interwencji w instytucjach, odpisywania na listy. W oparciu o informacje pozyskiwane od osób dzwoniących, została opracowana tzw. „Biała Księga”, pokazująca działania służb z terenu całej Polski. Została też utworzona grupa dla ofiar przemocy, odbywały się maratony terapeutyczne i warsztaty umiejętności dla osób krzywdzonych w rodzinie.
Z inicjatywy PARPA i Policji, powstała pierwsza wersja „Niebieskich Kart” dla Policji, a na Warszawskiej Ochocie odbył się pilotaż stosowania tej pionierskiej w Polsce procedury. W działaniach tych aktywny udział brali pracownicy Pogotowia, poszerzając jednocześnie swoje doświadczenia praktyczne pracy z osobami uwikłanymi w przemoc. Został dopracowany program szkoleniowy z zakresu przeciwdziałania przemocy w rodzinie dla przedstawicieli różnych służb (głównie pracowników policji, gminnych komisji ds. rozwiązywania problemów alkoholowych i lecznictwa odwykowego), co przyczyniło się do powołania Studium Przeciwdziałania Przemocy w Rodzinie, które było realizowane na zlecenie i ze środków PARPA. Studium przyczyniło się do rozwijania środowiska osób zajmujących się przeciwdziałaniem przemocy w rodzinie i do powstania Porozumienia „Niebieska Linia”.
W tym samym okresie dynamicznie rozwijał się program Pogotowia „Niebieska Linia”. Z inicjatywy Wandy Paszkiewicz powstał tzw. „program środowiskowy”, w ramach którego osoby uwikłane w przemoc uzyskiwały bezpośrednią pomoc specjalistów Pogotowia. W 1997 roku został uruchomiony także program pracy z osobami stosującymi przemocy w rodzinie, którego koordynatorem został Luis Alarcon.
Lata 1999 – 2004 to okres bardzo dynamicznego rozwoju programu Pogotowia oraz działań Porozumienia „Niebieska Linia”.
W tym czasie:
- odbyła się kolejna konferencja dla członków Porozumienia „Niebieska Linia” organizowana przez Zespół Pogotowia „Niebieska Linia” w porozumieniu z PARPA (1999). Konferencję uświetnili goście zagraniczni – ze Szwecji, Argentyny, Wielkiej Brytanii;
- powstała strona internetowa i poradnia e – mailowa Pogotowia;
- dopracowane zostały bazy danych Pogotowia – telefonu i członków porozumienia, rozwinięta procedura interwencji, wprowadzono zapisy elektroniczne;
- w 2000 r. uruchomiono program stażowy dla absolwentów i studentów kierunków społecznych;
- rozwinęła się poradnia Pogotowia –  były prowadzone programy dla dorosłych ofiar, dzieci i osób stosujących przemoc (pomoc psychologiczna i prawna, indywidualna i grupowa), odbywały się wykłady na tematy związane z przemocą w rodzinie;
- został utworzony Zespół Prawny Pogotowia i oddzielne dyżury telefoniczne prawników;
- zmieniono nr telefonu na tzw. „płatny pierwszy impuls”;
- wraz z PARPA i  Fundacją „Dzieci Niczyje” Pogotowie było współautorem i współorganizatorem Ogólnopolskiej Kampanii: „Dzieciństwo bez przemocy”, w której wzięło udział wielu członków Porozumienia, w charakterze lokalnych ambasadorów kampanii;
- Telefon „NL” udostępniany był dla innych ogólnopolskich kampanii: np.: „Zły dotyk”, [Przyjaciółka | „Przyjaciółki”], dla domów dziecka;
- pracownicy Pogotowia uczestniczyli w licznych szkoleniach, konferencjach i superwizjach na zaproszenie instytucji i placówek z całej Polski.

Zespół Pogotowia „Niebieska Linia”  opracował poradniki dotyczące przeciwdziałania przemocy w rodzinie dla: osób dyżurujących przy telefonie, ofiar przemocy, konsultantów zajmujących się przeciwdziałaniem przemocy w rodzinie oraz pracujących ze sprawcami przemocy. Uruchomiony został również program „Powrót do godności”. W ramach tego programu odbywały się cotygodniowe, otwarte dla wszystkich zainteresowanych wykłady dotyczące przeciwdziałania przemocy w rodzinie, maratony terapeutyczne oraz warsztaty różnych umiejętności. Program cieszył się duża popularnością. Koordynatorem była Anna Wiechcińska. Materiały również zostały wydane w publikacji pt: „Powrót do godności”.
Pogotowie stało się placówką często pojawiającą się w mediach, a telefon Pogotowia ogólnie znany.
Na zlecenie PARPA, program Pogotowia w latach 1996–2006 realizował Instytut Psychologii Zdrowia (w 2005 i 2006 r. kierownikiem była Renata Durda), a od 2007 roku do chwili obecnej Stowarzyszenie na Rzecz Przeciwdziałania Przemocy w Rodzinie „Niebieska Linia”.  Stowarzyszenie skupia osoby, które pracowały w Pogotowiu przez wiele lat, niektóre – od początku jego istnienia.